# Subdelegacja
Subdelegacja – dalsze przekazanie uprawnień do wydania aktu wykonawczego, wynikających z delegacji ustawowej. Zgodnie z art.92 ust.2 Konstytucji RP subdelegacja jest prawnie zakazana. Artykuł ten dotyczy rozporządzeń, subdelegacja w ramach zarządzeń jest zakazana pośrednio poprzez orzecznictwo Trybunału Konstytucyjnego oraz praktykę prawniczą.